# Aurangzeb
Aurangzeb (3 november 1618, Dhod, Mālwa, India – 3 maart 1707), voluit Aboe Moezaffar Moḥī-oed-Dīn Mohammed Aurangzeb ʿĀlamgīr, ook bekend als Awrangzīb of ʿĀlamgīr I, was de heerser van het Mogolrijk van 1658 tot 1707. Hij breidde het rijk uit over de Deccan, zodat het zijn grootste omvang bereikte. Tegelijkertijd zette echter het verval van het centrale gezag in, omdat lokale beambten steeds meer hun eigen belangen nastreefden. Aurangzeb hield er in tegenstelling tot zijn voorgangers een conservatieve interpretatie van de islam op na en dit kwam tot uiting in zijn binnenlandse politiek. Niet-moslims werden belastingen opgelegd en het bouwen van nieuwe tempels werd hen verboden. De oelama, die onder Akbar haar politieke macht goeddeels verloren was, kreeg opnieuw een politieke rol.
Aurangzeb wordt ook tegenwoordig nog als een controversieel figuur in de Indiase geschiedenis gezien. Alhoewel hij bij veel niet-moslims ongeliefd was, werd hij geprezen door aanhangers van de islam, toe te schrijven aan zijn strikte aanhankelijkheid aan het islamitische beleid, zoals beschreven in de sharia. Ook zijn behandeling van niet-moslims strookte met de sharia.
Aurangzebs pogingen zijn rijk naar het zuiden uit te breiden stuitten op fel verzet van de Maratha's onder leiding van Shivaji en diens opvolgers. Aurangzeb trok in 1682 aan het hoofd van een gigantisch leger de Deccan in om het gebied te onderwerpen. Hoewel de sultanaten Bijapur en Golkonda werden veroverd lukte het niet de Maratha's te bedwingen. Deze maakten gebruik van guerrillatactieken.
In 1707 overleed Aurangzeb op 89-jarige leeftijd, na 25 jaar continu op oorlogscampagne te zijn geweest. Zijn campagnes hadden de moraal van het leger geen goed gedaan en de schatkist uitgeput. Na een strijd om de opvolging werd hij uiteindelijk opgevolgd door zijn zoon Bahadur Shah I. In de decennia na Aurangzebs dood viel het Mogolrijk in snel tempo uit elkaar.